# Emiliano Albín
Emiliano Albín, vollständiger Name Emiliano Albín Antognazza (* 24. Januar 1989 in Sauce) ist ein uruguayischer Fußballspieler.

## Karriere

### Verein
Der 1,76 Meter große Abwehrspieler gehörte nie der Jugendabteilung eines Fußballklubs an und spielte in seiner Karriere zunächst als Stürmer beim Verein Liverpool aus Canelones. Er gehörte mindestens seit der Apertura 2009 dem Erstligakader des Club Atlético Peñarol an und debütierte unter Trainer Julio Ribas und studierte während der ersten beiden Jahre seiner Profikarriere parallel an der Universidad de la República. In dieser Halbserie sind für ihn bereits sechs Einsätze in der Primera División verzeichnet. Bei den Aurinegros spielte er in der Folgezeit bis zum Ende der Saison 2011/12. In der Spielzeit 2009/10 konnte er mit seiner Mannschaft den Gewinn der Landesmeisterschaft verbuchen. Insgesamt absolvierte er in diesem Zeitraum 67 Erstligaspiele und erzielte dabei einen Treffer. Zudem kam der Stammspieler in der Liguilla Pre Libertadores des Jahres 2009 zu vier Einsätzen, lief zweimal in der Copa Sudamericana 2010 auf und bestritt 14 Spiele der Copa Libertadores. Im letztgenannten Wettbewerb erreichte er mit den Aurinegros bei der Copa Libertadores 2011 die Finalspiele, in denen man am Ende dem brasilianischen Klub FC Santos unterlag. Im Rückspiel kam er dabei als Einwechselspieler zum Zuge, der allerdings im Laufe der Partie das Spielfeld bereits wieder verlassen musste. Sodann wechselte Albín im August 2012 für ein Jahr auf Leihbasis ins Nachbarland Argentinien zu den Boca Juniors. Die Wechselkonditionen sollen dabei eine Leihgebühr von 200.000 Dollar und eine anschließende Kaufoption in Höhe von einer Million Dollar für 80 Prozent der Transferrechte für den von Pablo Bentancur vertretenen Fußballprofi beinhaltet haben. 17 Erstligapartien und drei Begegnungen der Copa Libertadores weist seine persönliche Einsatzstatistik in der Spielzeit 2012/13 aus. Zur Spielzeit 2013/14 kehrte er zum amtierenden uruguayischen Meister Peñarol zurück. Dort kam er bis zum Saisonende 13-mal in der Primera División zum Einsatz (kein Tor) und lief in fünf Spielen (kein Tor) der Copa Libertadores sowie einer Partie der Copa Sudamericana auf. In der Saison 2014/15 wurde er fünfmal (kein Tor) in der höchsten uruguayischen Spielklasse eingesetzt.
Nachdem sein Vertrag am Saisonende ausgelaufen war, war er in der Folgezeit vereinslos und nahm sein Studium der Landwirtschaftswissenschaft mit dem Ausbildungsziel Agraringenieur wieder auf. Anfang Januar 2016 trainierte er zunächst beim Zweitligisten Club Atlético Torque mit, stand dann aber vor einem Engagement beim Erstligisten Juventud für die Clausura 2016 und hatte am 27. Januar 2016 bereits einen diesbezüglichen Vertrag unterschrieben. Am Folgetag schloss er sich jedoch dem portugiesischen Erstligisten FC Arouca zunächst bis Saisonende an, für den er in der Spielzeit 2015/16 sieben Ligapartien (kein Tor) absolvierte. Seine Mannschaft erreichte als Tabellenfünfter die Startberechtigung in der Europa-League-Qualifikation der Saison 2016/17. Im Januar 2017 verpflichtete ihn der uruguayische Erstligist Juventud, für den er in den Saisons 2017 und 2018 insgesamt 27-mal (kein Tor) in der Liga auflief. Dann spielte er ein halbes Jahr für den argentinischen Erstliga-Aufsteiger CA San Martín de Tucumán und seit 2019 steht er in Paraguay bei Deportivo Santaní in der Primera División unter Vertrag.

### Nationalmannschaft
Albín gehörte bereits mehreren nationalen Auswahlteams an. So stand er im uruguayischen Aufgebot, das bei den Panamerikanischen Spielen 2011 die Bronzemedaille gewann. In dieser Auswahlmannschaft debütierte er unter Trainer Juan Verzeri am 5. Oktober 2011 beim 1:0-Auswärtssieg über Argentinien. Insgesamt bestritt er sechs Spiele in diesem Team.
Im Folgejahr nahm er mit der Olympiamannschaft Uruguays an den Olympischen Sommerspielen 2012 in London teil. Im Verlaufe des Turniers wurde er zweimal aufgestellt. In jener Nationalauswahl kam er seit seinem Debüt am 25. April 2012 fünfmal zum Einsatz.

### Erfolge
- Bronzemedaille Panamerikanische Spiele 2011
- Uruguayischer Meister: 2009/10